# Saská XX HV

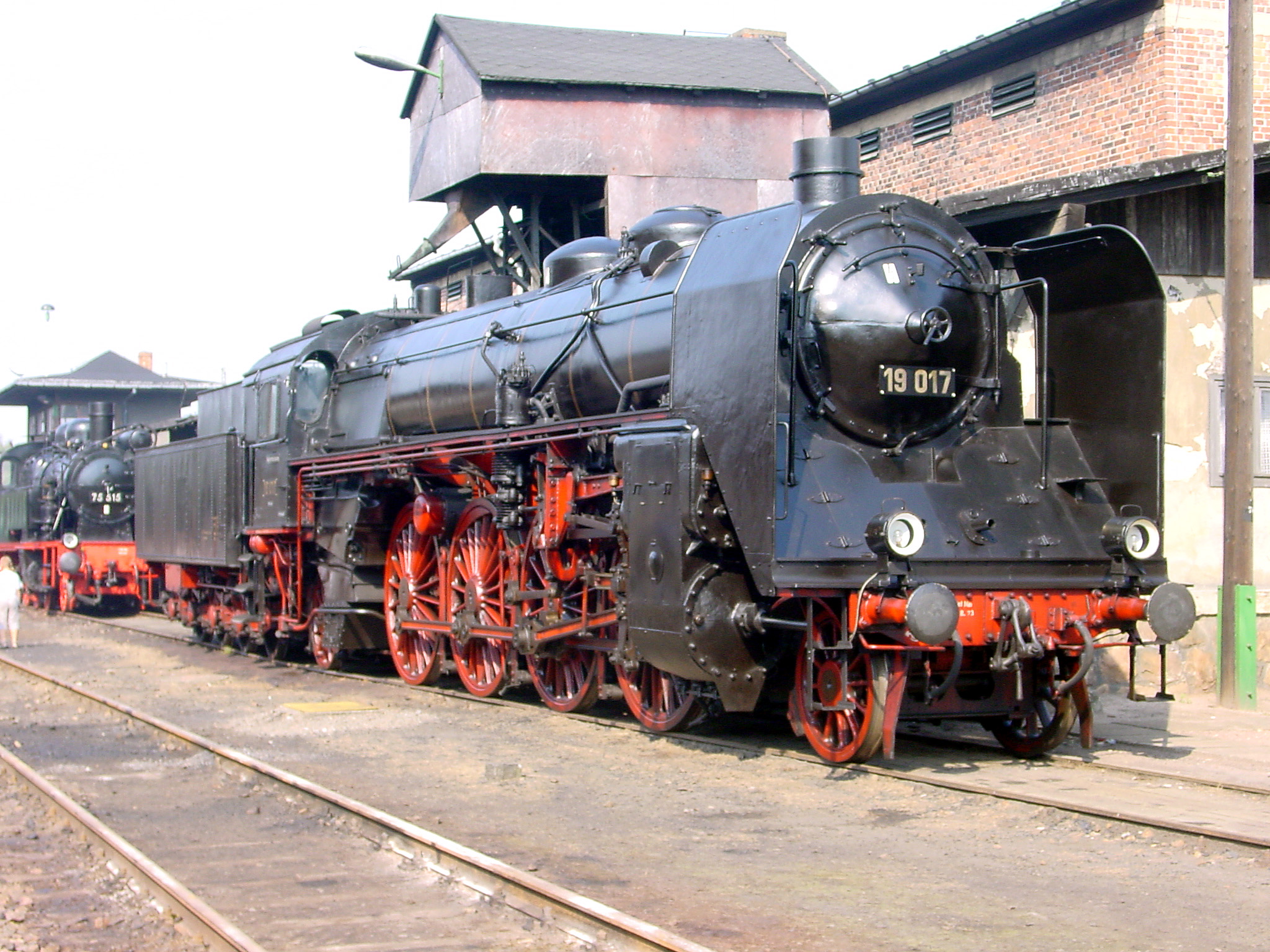
Lokomotiva 19 017 v muzeu Chemnitz-Hilbersdorf

Saská XX HV je označení čtyřspřežních rychlíkových parních lokomotiv Královských saských drah. Jednalo se o čtyřčité stroje s pojezdem 1’D1’. V letech 1918–1923 vyrobila lokomotivka Sächsische Maschinenfabrik z Chemnitz celkem 23 kusů. V roce 1925 je Deutsche Reichsbahn přeznačila na řadu 19.0. Až do druhé poloviny šedesátých let byly nasazovány na tratích Dresden–Hof a Leipzig–Hof.
Lokomotiva 19 017 byla zachována jako neprovozní exponát dopravního muzea v Drážďanech a je umístěna v depu Dresden-Altstadt.